# Ursula Basse-Soltau
Ursula Basse-Soltau (* 13. November 1928 als Ursula Soltau; † 21. Juni 2017 in Norden (Ostfriesland)) war eine deutsche Verlegerin und Autorin. Von 1972 bis 1987 war sie in der Unternehmensleitung des Verlages Soltau Kurier Norden tätig, damit Verlegerin des Ostfriesischen Kuriers und von 1973 bis 1979 auch dessen Chefredakteurin. Sie war mit dem Oberkirchenrat Ottokar Basse aus Stuttgart verheiratet. Aus der Ehe gingen zwei Söhne hervor, zum einen der Verleger Christian Basse (* 5. Dezember 1954; † 18. Januar 2018), zum anderen der Schriftsteller Michael Basse (* 14. April 1957).

## Leben
Ursula Basse-Soltau wurde am 13. November 1928 als Tochter des Verlegers Dietrich Gerhard Soltau († 1953) und seiner aus Goslar stammenden Frau Irmgard († 1973), geborene Lattmann, geboren. Sie hatte zwei jüngere Schwestern, Gisela Hake, geb. Soltau, und Hannelore Brown, geb. Soltau.
Nach dem Abitur machte Ursula eine kaufmännische Lehre, besuchte danach die Frauenfachschule in Bonn und absolvierte anschließend ein Redaktionsvolontariat bei den „Stuttgarter Nachrichten“. Anfang der 1970er-Jahre verhandelte sie mit ihren Schwestern und der Mutter über die Zukunft des Verlags- und Druckhauses Soltau-Kurier-Norden, in dem auch der Ostfriesische Kurier erscheint. Dieses war bis 1972 eine Einzelfirma im Besitz von Mutter Irmgard. 1972 wandelte die Familie die Unternehmensform in eine Kommanditgesellschaft unter dem Namen Druck und Verlag H. Soltau GmbH „Ostfriesischer Kurier“ KG um. Anteilseigner waren der Verlagsleiter Heinrich Siever (zehn Prozent) sowie Ursula und ihre beiden Schwestern mit jeweils 30 Prozent.
Ursula lebte bis dato in Stuttgart. Anfang 1973 kehrte sie nach dem Tod ihrer Mutter nach Norden zurück und übernahm gemeinsam mit dem Verlagsleiter Heinrich Siever die Unternehmensführung. Zugleich war Ursula von 1973 bis 1979 Chefredakteurin des Ostfriesischen Kuriers. Zum 30. September 1976 verließ Verlagsleiter Heinrich Siever den Ostfriesischen Kurier und wurde Geschäftsführer bei der Ostfriesen-Zeitung in Leer. Seine Geschäftsanteile verkaufte er an Gisela Hake, die damit 40 Prozent der Anteile besaß. Die Schwester Hannelore Brown verkaufte in dieser Situation ihre Unternehmensanteile, sodass Ursula Basse-Soltau 60 Prozent der Anteile hielt. In der Folgezeit kam es zwischen den Schwestern zu vielen Konflikten um die Ausrichtung des Unternehmens.
Schließlich verkaufte Ursula im Dauerstreit mit ihrer Schwester Gisela ihre Gesellschafteranteile zum 1. Januar 1985 an ihren Sohn Christian Basse. Er leitete ein Schiedsgerichtsverfahren ein, in dessen Ergebnis die beiden Verlagseigner Gisela Hake, geb. Soltau, und Christian Basse ihre Stimmrechte komplett an einen Beirat, bestehend aus dem Rechtsanwalt Dr. Rolf Leiers, Münster, benannt durch Gisela Hake, geb. Soltau, und dem Wirtschaftsprüfer Cord Cordes, Hamburg, benannt von Christian Basse abgaben. Zum 1. Januar 1987 nahm der Beirat seine Arbeit auf.
Ursula schied damit aus der Verlagsleitung. Noch im selben Jahr 1987 zog sie mit ihrem Ehemann Ottokar, der bis dahin als Oberkirchenrat in Württemberg gearbeitet hatte, auf die Nordseeinsel Juist, wo die beiden ihren Ruhestand verbringen wollten und wo er als Inselpastor wirkte. Am 16. August 1999 starb ihr Mann kurz nach seinem 75. Geburtstag. Ursula blieb danach weiter tätig und gab mehrere Bücher mit Predigten ihres Mannes heraus. Am 21. Juni 2017 starb Ursula Basse-Soltau.

## Werke
- Das Evangelium, die Mitte des Lebens. LIT, Münster 2001, ISBN 3-8258-5471-X.
- Das Evangelium in Zeit und Ewigkeit : ausgewählte Predigten II. Lit, Münster 2003, ISBN 3-8258-6136-8.
- De Moorhahntjes: Geerd Vörloop un Klook Antje = Aus dem Leben der Moorsiedler. 1.  Auflage. Soltau-Kurier-Norden, Norden 1990, ISBN 3-922365-86-8.
- Ihno Alberts,  Harm Wiemann (Autor), Ursula Basse-Soltau: Das alte Friesenspiel ist jung Klootschiessen u. Bosseln einst u. jetzt. 1. - 5. Tsd Auflage. Norden, ISBN 978-3-922365-53-2.
- Gustav Wilhelm Gerhard Engelkes. In: Martin Tielke (Hrsg.): Biographisches Lexikon für Ostfriesland. Ostfriesische Landschaftliche Verlags- und Vertriebsgesellschaft, Aurich, Bd. 2 ISBN 3-932206-00-2 (1997). S. 90–92
- Diedrich Gerhard Soltau. In: Martin Tielke (Hrsg.): Biographisches Lexikon für Ostfriesland. Ostfriesische Landschaftliche Verlags- und Vertriebsgesellschaft, Aurich, Bd. 4 ISBN 3-932206-62-2 (2007).  S. 398–399
- Johannes (Hans) Heinrich Gottlieb Dittmer. Martin Tielke (Hrsg.): Biographisches Lexikon für Ostfriesland. Ostfriesische Landschaftliche Verlags- und Vertriebsgesellschaft, Aurich, Bd. 3 ISBN 3-932206-22-3 (2001). S. 114–118
- 668 Verlagsobjekte von Diedrich Gerhard Soltau I bis zu seiner Urenkelin 1863-1988/89 aus 125 Jahren, Norden 2004.
- Willy ter Hell – Ein vergessener Norder Maler. (mit Mareike Parthey). Soltau-Kurier-Norden, Norden 2008, ISBN 978-3-939870-50-0

## Aufsätze
- Klootschießen und Boßeln in Ostfriesland und Oldenburg. Das alte Friesenspiel ist jung. In: Niedersächsisches Innenministerium (Hrsg.): Niedersachsenbuch '93. Emden. CW Niemeyer-Druck, Hameln 1993, S. 140–144.